# Мицзю
Мицзю (кит. 米酒, пиньинь mǐjiǔ, буквально «рисовое вино») — разновидность китайского ферментированного вина, сделанного из риса, которое производится в Китае, включая Тайвань. Как ферментированный напиток, считается разновидностью хуанцзю («жёлтого вина»). Обычно мицзю — прозрачный, сладковатый напиток, как и его японский эквивалент саке. Содержание алкоголя составляет от 12 до 20 %.
Мицзю обычно принимают теплым, как японское сакэ, а также используют для приготовления пищи. Кухонные мицзю, доступные в китайских супермаркетах, обычно более низкого качества и часто содержат соль.
Крепкий дистиллированный напиток, называемый рисовым байцзю (米白酒; пиньинь : mǐbáijiǔ), производится путём перегонки мицзю.
Тип нефильтрованного китайского рисового вина, содержащего цельные клейкие рисовые зерна, называется цзюнян или лаоцзао.